# Peter Briner
Pour les articles homonymes, voir Briner (de).
Peter Briner est un homme politique suisse, membre du parti radical-démocratique.
Il siège au Conseil des États de 1999 à 2011 comme représentant du canton de Schaffhouse.